# Scottish League Challenge Cup 2019/20
Der Scottish League Challenge Cup wurde 2019/20 zum insgesamt 29. Mal ausgespielt. Der schottische Fußballwettbewerb, der offiziell als Tunnock’s Caramel Wafer Cup ausgetragen wurde, begann am 6. August 2019 und wurde im Februar 2020 abgebrochen. Am Wettbewerb nahmen 58 Vereine teil: 30 Vereine aus der Scottish Professional Football League, 12 U-21-Mannschaften der Klubs aus der Scottish Premiership, jeweils vier Vereine aus der Highland und Lowland Football League, sowie jeweils zwei Vereine aus der nordirischen NIFL Premiership, irischen League of Ireland, walisischen Premier League und englischen National League. Titelverteidiger war Ross County, das im Finale des Vorjahres gegen den walisischen Verein Connah’s Quay Nomads gewann, und durch seine U-21-Mannschaft vertreten. Das Finale wurde aufgrund der Coronavirus-Pandemie abgesagt, beide Finalisten Inverness Caledonian Thistle und die Raith Rovers wurden gemeinsam zu Siegern erklärt.

## Termine
| Runde         | Datum                 | Spiele | Vereine | Neueinstiege |
| ------------- | --------------------- | ------ | ------- | ------------ |
| 1. Runde      | 6./7. August 2019     | 12     | 58 → 46 | 24           |
| 2. Runde      | 13. August 2019       | 14     | 46 → 32 | 16           |
| 3. Runde      | 6.–18. September 2019 | 16     | 32 → 16 | 18           |
| Achtelfinale  | 11.–29. Oktober 2019  | 8      | 16 → 8  | keine        |
| Viertelfinale | 15./16. November 2019 | 4      | 8 → 4   | keine        |
| Halbfinale    | 14./16. Februar 2020  | 2      | 4 → 2   | keine        |
| Finale        | 28. März 2020         | 1      | 2 → 1   | keine        |

## 1. Runde
Die 1. Runde wurde am 26. Juni 2019 ausgelost. Ausgetragen werden die Begegnungen am 6. und 7. August 2019.

### Region Nord
| Datum                     |                          | Ergebnis |                          |
| ------------------------- | ------------------------ | -------- | ------------------------ |
| 6. August 2019, 19:30 BST | FC Fraserburgh           | 2:3      | Ross County U-21         |
| 6. August 2019, 19:45 BST | Albion Rovers            | 1:4      | Heart of Midlothian U-21 |
| 6. August 2019, 19:45 BST | Brora Rangers            | 6:0      | FC Aberdeen U-21         |
| 6. August 2019, 19:45 BST | Hibernian Edinburgh U-21 | 3:4      | Elgin City               |
| 6. August 2019, 19:45 BST | FC Livingston U-21       | 1:3      | Formartine United        |
| 6. August 2019, 19:45 BST | FC St. Johnstone U-21    | 1:4      | Cove Rangers             |

### Region Süd
| Datum                     |                          | Ergebnis        |                      |
| ------------------------- | ------------------------ | --------------- | -------------------- |
| 6. August 2019, 19:45 BST | Berwick Rangers          | 1:2             | Glasgow Rangers U-21 |
| 6. August 2019, 19:45 BST | Kelty Hearts             | 4:0             | FC Kilmarnock U-21   |
| 6. August 2019, 19:45 BST | FC Queen’s Park          | 2:2 (3:4 i. E.) | Celtic Glasgow U-21  |
| 6. August 2019, 19:45 BST | FC St. Mirren U-21       | 1:0             | FC East Kilbride     |
| 7. August 2019, 19:45 BST | Hamilton Academical U-21 | 4:0             | BSC Glasgow          |
| 7. August 2019, 19:45 BST | FC Motherwell U-21       | 1:0             | FC Spartans          |

## 2. Runde
Die 2. Runde wurde am 26. Juni 2019 ausgelost. Ausgetragen werden die Begegnungen am 13. und 14. August 2019.

### Region Nord
| Datum                      |                          | Ergebnis        |                   |
| -------------------------- | ------------------------ | --------------- | ----------------- |
| 13. August 2019, 19:45 BST | Brechin City             | 4:5             | Elgin City        |
| 13. August 2019, 19:45 BST | Brora Rangers            | 1:2             | Cove Rangers      |
| 13. August 2019, 19:45 BST | FC East Fife             | 0:2             | Stirling Albion   |
| 13. August 2019, 19:45 BST | Heart of Midlothian U-21 | 3:1             | FC Cowdenbeath    |
| 13. August 2019, 19:45 BST | FC Montrose              | 2:1             | Forfar Athletic   |
| 13. August 2019, 19:45 BST | FC Peterhead             | 0:0 (6:7 i. E.) | Formartine United |
| 13. August 2019, 19:45 BST | Ross County U-21         | 2:3             | Raith Rovers      |

### Region Süd
| Datum                      |                          | Ergebnis        |                      |
| -------------------------- | ------------------------ | --------------- | -------------------- |
| 13. August 2019, 19:30 BST | FC Stenhousemuir         | 2:1             | Edinburgh City       |
| 13. August 2019, 19:45 BST | Annan Athletic           | 1:1 (5:6 i. E.) | Kelty Hearts         |
| 13. August 2019, 19:45 BST | FC Clyde                 | 4:0             | FC Motherwell U-21   |
| 13. August 2019, 19:45 BST | FC Dumbarton             | 0:1             | FC St. Mirren U-21   |
| 13. August 2019, 19:45 BST | FC Falkirk               | 1:1 (6:5 i. E.) | Celtic Glasgow U-21  |
| 13. August 2019, 19:45 BST | Hamilton Academical U-21 | 0:1             | FC Airdrieonians     |
| 13. August 2019, 19:45 BST | FC Stranraer             | 0:2             | Glasgow Rangers U-21 |

## 3. Runde
Die 3. Runde wurde am 14. August 2019 ausgelost. Ab dieser Runde nehmen die acht Vereine aus England, Irland, Nordirland und Wales am Wettbewerb teil. Ausgetragen werden die Begegnungen zwischen dem 6. und 18. September 2019.
| Datum                         |                              | Ergebnis        |                          |
| ----------------------------- | ---------------------------- | --------------- | ------------------------ |
| 6. September 2019, 19:45 BST  | Waterford FC                 | 3:1             | Heart of Midlothian U-21 |
| 7. September 2019, 13:00 BST  | Airdrieonians FC             | 3:2             | Bohemians Dublin         |
| 7. September 2019, 15:00 BST  | FC Clyde                     | 3:2             | Queen of the South       |
| 7. September 2019, 15:00 BST  | Dundee United                | 0:0 (3:4 i. E.) | FC Arbroath              |
| 7. September 2019, 15:00 BST  | Dunfermline Athletic         | 1:2             | Alloa Athletic           |
| 7. September 2019, 15:00 BST  | Formartine United            | 0:3             | Glenavon FC              |
| 7. September 2019, 15:00 BST  | Inverness Caledonian Thistle | 3:1             | Greenock Morton          |
| 7. September 2019, 15:00 BST  | Kelty Hearts                 | 1:1 (2:4 i. E.) | Solihull Moors           |
| 7. September 2019, 15:00 BST  | FC Montrose                  | 0:2             | Partick Thistle          |
| 7. September 2019, 15:00 BST  | Raith Rovers                 | 2:0             | FC Falkirk               |
| 7. September 2019, 15:00 BST  | FC St. Mirren U-21           | 1:0             | Stirling Albion          |
| 7. September 2019, 15:00 BST  | FC Stenhousemuir             | 1:1 (3:1 i. E.) | The New Saints FC        |
| 7. September 2019, 15:00 BST  | AFC Wrexham                  | 1:1 (6:5 i. E.) | Ayr United               |
| 7. September 2019, 17:15 BST  | Connah’s Quay Nomads         | 1:0             | Cove Rangers             |
| 8. September 2019, 15:00 BST  | FC Dundee                    | 1:2             | Elgin City               |
| 18. September 2019, 19:45 BST | Ballymena United             | 0:1             | Glasgow Rangers U-21     |

## Achtelfinale
Das Achtelfinale wurde am 10. September 2019 ausgelost. Ausgetragen wurden die Begegnungen zwischen dem 11. und 29. Oktober 2019.
| Datum                       |                              | Ergebnis        |                      |
| --------------------------- | ---------------------------- | --------------- | -------------------- |
| 11. Oktober 2019, 19:35 BST | FC Stenhousemuir             | 2:0             | Waterford FC         |
| 12. Oktober 2019, 15:00 BST | Airdrieonians FC             | 0:2             | Elgin City           |
| 12. Oktober 2019, 15:00 BST | FC Arbroath                  | 0:2             | FC Clyde             |
| 12. Oktober 2019, 15:00 BST | Inverness Caledonian Thistle | 3:0             | Alloa Athletic       |
| 12. Oktober 2019, 15:00 BST | Raith Rovers                 | 3:1             | Glenavon FC          |
| 12. Oktober 2019, 15:00 BST | AFC Wrexham                  | 4:1             | FC St. Mirren U-21   |
| 12. Oktober 2019, 17:15 BST | Partick Thistle              | 2:0             | Connah’s Quay Nomads |
| 29. Oktober 2019, 19:05 GMT | Solihull Moors               | 3:3 (3:4 i. E.) | Glasgow Rangers U-21 |

## Viertelfinale
Das Viertelfinale wurde am 16. Oktober 2019 ausgelost. Ausgetragen wurden die Begegnungen zwischen dem 15. und 16. November 2019.
| Datum                        |                              | Ergebnis        |                 |
| ---------------------------- | ---------------------------- | --------------- | --------------- |
| 15. November 2019, 19:45 GMT | Raith Rovers                 | 3:2             | Elgin City      |
| 16. November 2019, 15:00 GMT | Inverness Caledonian Thistle | 0:0 (4:2 i. E.) | FC Clyde        |
| 16. November 2019, 15:00 GMT | Glasgow Rangers U-21         | 2:0             | AFC Wrexham     |
| 16. November 2019, 15:00 GMT | FC Stenhousemuir             | 1:4             | Partick Thistle |

## Halbfinale
Das Halbfinale wurde am 20. November 2019 ausgelost. Ausgetragen wurden die Begegnungen am 14. und 16. Februar 2020.
| Datum                       |                              | Ergebnis |                      |
| --------------------------- | ---------------------------- | -------- | -------------------- |
| 14. Februar 2020, 19:45 GMT | Partick Thistle              | 1:2      | Raith Rovers         |
| 16. Februar 2020, 16:10 GMT | Inverness Caledonian Thistle | 2:1      | Glasgow Rangers U-21 |

## Finale
| Raith Rovers                                             | Raith Rovers                                                   | Inverness Caledonian Thistle                                   | Inverness Caledonian Thistle |
| -------------------------------------------------------- | -------------------------------------------------------------- | -------------------------------------------------------------- | ---------------------------- |
| Raith Rovers                                             | \| 28. März 2020 um 16:10 Uhr GMT in Perth (McDiarmid Park) \| | \| 28. März 2020 um 16:10 Uhr GMT in Perth (McDiarmid Park) \| | Inverness Caledonian Thistle |
| 28. März 2020 um 16:10 Uhr GMT in Perth (McDiarmid Park) |                                                                |                                                                |                              |